# Gray County (Texas)
Das Gray County ist ein County im Bundesstaat Texas der Vereinigten Staaten. Das U.S. Census Bureau hat bei der Volkszählung 2020 eine Einwohnerzahl von 21.227 ermittelt. Der Sitz der County-Verwaltung ist in Pampa.

## Geographie
Das County liegt nördlich des geographischen Zentrums von Texas im Texas Panhandle, ist im Norden etwa 80 km im Osten etwa 40 km von Oklahoma entfernt und hat eine Fläche von 2407 Quadratkilometern, wovon 3 Quadratkilometer Wasserfläche sind. Es grenzt im Uhrzeigersinn an folgende Countys: Roberts County, Wheeler County, Donley County und Carson County.

## Geschichte
Gray County wurde 1876 aus Teilen des Bexar County gebildet. Benannt wurde es nach Peter W. Gray, einem Richter am Supreme Court of Texas und Abgeordneten in der State Legislature.
Acht Bauwerke und Stätten des Countys sind im National Register of Historic Places (NRHP) eingetragen (Stand 5. Juni 2019).

## Demografische Daten

Alterspyramide des Gray Countys (Stand: 2000)

Nach der Volkszählung im Jahr 2000 lebten im Gray County 22.744 Menschen in 8.793 Haushalten und 6.049 Familien. Die Bevölkerungsdichte betrug 9 Einwohner pro Quadratkilometer. Ethnisch betrachtet setzte sich die Bevölkerung zusammen aus 82,15 Prozent Weißen, 5,85 Prozent Afroamerikanern, 0,94 Prozent amerikanischen Ureinwohnern, 0,39 Prozent Asiaten und 8,25 Prozent aus anderen ethnischen Gruppen; 2,42 % waren gemischter Abstammung. 13,01 % der Einwohner hatten spanische oder lateinamerikanische Vorfahren.
Von den 8.793 Haushalten hatten 30,0 Prozent Kinder oder Jugendliche, die mit ihnen zusammen lebten. 57,0 Prozent waren verheiratete, zusammenlebende Paare 9,0 Prozent waren allein erziehende Mütter und 31,2 Prozent waren keine Familien. 28,7 Prozent waren Singlehaushalte und in 15,3 Prozent lebten Menschen im Alter von 65 Jahren oder darüber. Die durchschnittliche Haushaltsgröße betrug 2,39 und die durchschnittliche Familiengröße betrug 2,93 Personen.
24,0 Prozent der Bevölkerung war unter 18 Jahre alt, 8,4 Prozent zwischen 18 und 24, 27,2 Prozent zwischen 25 und 44, 22,3 Prozent zwischen 45 und 64 und 18,1 Prozent waren 65 Jahre alt oder älter. Das Medianalter betrug 39 Jahre. Auf 100 weibliche Personen kamen 104 männliche Personen und auf 100 Frauen im Alter von 18 Jahren oder darüber kamen 103,7 Männer.
Das jährliche Durchschnittseinkommen eines Haushalts betrug im Jahr 2000 31.368 USD, das Durchschnittseinkommen einer Familie betrug 40.019 USD. Männer hatten ein Durchschnittseinkommen von 32.401 USD, Frauen 20.158 USD. Das Prokopfeinkommen betrug 16.702 USD. 11,2 Prozent der Familien und 13,8 Prozent der Einwohner lebten unterhalb der Armutsgrenze.

## Städte und Gemeinden
- Alanreed | Lefors | McLean | Pampa